# Новая Жизнь (Минераловодский район)
Но́вая Жизнь (также Но́вая жизнь) — хутор в составе Минераловодского района (городского округа) Ставропольского края России.

## География
Расстояние до краевого центра: 120 км. Расстояние до районного центра: 11 км.

## История
Хутор Новая жизнь основан в 1920 году. В административном отношении входил в состав Побегайловского сельсовета Минераловодского района Терского округа. По данным Всесоюзной переписи населения 1926 года состоял из 35 дворов; общее число жителей составляло 163 человека (86 мужчин и 77 женщин); преобладающая национальность — малороссы.
До 2015 года находился в составе территории муниципального образования «Сельское поселение Побегайловский сельсовет» Минераловодского района Ставропольского края.

## Население
| 1926 | 1989 | 2002 | 2010 | 2014 | 2021 |
| ---- | ---- | ---- | ---- | ---- | ---- |
| 163  | ↘122 | ↘113 | ↗118 | ↘100 | ↘87  |

По данным переписи 2002 года, 113 % населения — русские.